# Gandenklostret
Ganden (tibetanska: དགའ་ལྡན་; Wylie: dga' ldan) är ett tibetansk buddhistiskt kloster i Gelug-skolan, som är beläget på 4500 m ö.h. 40 km öster om Lhasa. Jämte Seraklostret och Drepungklostret räknas det till ett av de tre stora klostren i Gelugpa och det har haft en stor politisk och religiös roll i Tibets historia.
Klostrets fullständiga namn är Ganden Namgyal Ling (Wylie: dga' ldan rmam rgyal gling). Ganden betyder "lycklig" på tibetanska och är det tibetanska namnen på Tuṣita, den himmel där bodhisattvan Maitreya har sin boning. Namgyal Ling betyder "segerrikt tempel".
Ganden var det första klostret i gelug-skolan och grundades av Tsongkhapa själv år 1409. Det har av hävd betraktats som det viktigaste sätet för gelug-ordnens religiösa och politiska makt. Efter Tsongkhapas död begravdes hans mummifierade kropp i en grav klädd i guld och silver. Före Tibets införlivande med Folkrepubliken Kina hade klostret över 2000 munkar.
Gandenklostret utsattes för svår förstörelse under det tibetanska upproret 1959 och under kulturrevolutionen bombarderades resterna klostret av rödgardister. Under 1980-talet påbörjades ett återuppbyggnadsarbete av klostret.
Tibetaner i exil har grundat ett nytt Gandenkloster i den tibetanska bosättningen i Mundgod, Karnataka.